# Thierry Paquot
Pour les articles homonymes, voir Paquot.
Thierry Paquot, né en 1952 à Saint-Denis, est un philosophe et essayiste français, professeur retraité de l'Institut d'urbanisme de Paris. Il est l’auteur d’une centaine d’ouvrages critiques sur la ville, l’architecture, le productivisme et la technique. Il est également éditeur et producteur d’émissions de radio.

## Biographie
Thierry Paquot naît en 1952 à Saint-Denis. Il soutient en 1979 une thèse de doctorat en économie intitulée Nationalisation : propriété et pouvoir : éléments pour une histoire de l'idéologie économiste au sein du mouvement ouvrier français, à l'université de Lille. Il donne des enseignements à l'école d'architecture de Paris-La Défense et à l'Institut d'urbanisme de Paris.
De fin 2013 jusqu’en 2017, il anime chaque mois le programme Archiciné à la Cité de l’architecture. Il est membre, de 2003 à 2021, de la Commission du Vieux Paris. Il est également membre du comité de rédaction de la revue Esprit. En 2014, il crée la revue annuelle l’Esprit des villes.
En 2015, il crée l'exposition « ville récréative » à la Halle aux sucres de Dunkerque. L'expression est ensuite reprise les milieux universitaires.
Il est également éditeur et producteur d’émissions de radio.

## Publications récentes
- Utopies et Utopistes, La Découverte, 2007
- une Introduction à Ivan Illich, La Découverte, 2012
- Désastres urbains. Les villes meurent aussi, La Découverte, 2014
- Repenser l’urbanisme (collectif), Infolio, 2013
- L’Esprit des villes (collectif), revue annuelle, Infolio, 2014
- (co-dir.) Ivan Illich, l'alchimiste des possibles, avec Martin Fortier, Lemieux éditeur, 2016
- Lettres à Thomas More sur son Utopie (et celles qui nous manquent), La Découverte, 2016
- (co-dir.) En quête du dimanche, avec Nathalie Lemarchand et Sandra Mallet, Infolio, 2016
- Un philosophe en ville, Infolio, 2011, rééd. augmentée 2016
- Le paysage, La Découverte, 2 juin 2016, 128 pages
- La Folie des hauteurs. Critique du gratte-ciel, Bourin, 2008, rééd. Infolio 2017
- (dir.), Repenser l'urbanisme, Infolio, 2013, rééd. 2017
- Dicorue. Vocabulaire ordinaire et extraordinaire des lieux urbains, CNRS éditions, 2017
- Désastres urbains, La Découverte, "Poches", 2019
- Mesure et démesure des villes, CNRS éditions, 2020
- Demeure terrestre. Enquête Vagabonde sur l'habiter, éditions Terre Urbaine, coll " L'esprit des villes", 2020
- Pays de l'Enfance, éditions Terre Urbaine, coll "L'esprit des villes"  2022, 251p  (ISBN 978-2-491546-11-3)
- Les bidonvilles, Paris, La Découverte, 2022, 126 p. (ISBN 9782348074073)
- Rachel Carson. Pour la beauté du monde, Paris, Calype, 2022, 112 p. (ISBN 978-2-494178-04-5)
- Poésie urbaine : De Baudelaire au rap, 2023
- Radicaliser L'écologie ?, 2023
- La passion: Un architecte dans le grand cirque humanitaire, 2024